# 카란 싱 그로버
카란 싱 그로버(힌디어: करन सिंह ग्रोवर, 영어: Karan Singh Grover, 1982년 2월 23일 ~ ) 은 인도의 배우이다.

## 출연 작품
- 얼론 (2015)
- 아이 억셉트 (2012)